# Harpactea rubicunda
Harpactea rubicunda este o specie de păianjeni din genul Harpactea, familia Dysderidae. A fost descrisă pentru prima dată de C. L. Koch, 1838. Conform Catalogue of Life specia Harpactea rubicunda nu are subspecii cunoscute.